# Jamboree mondial de 1963

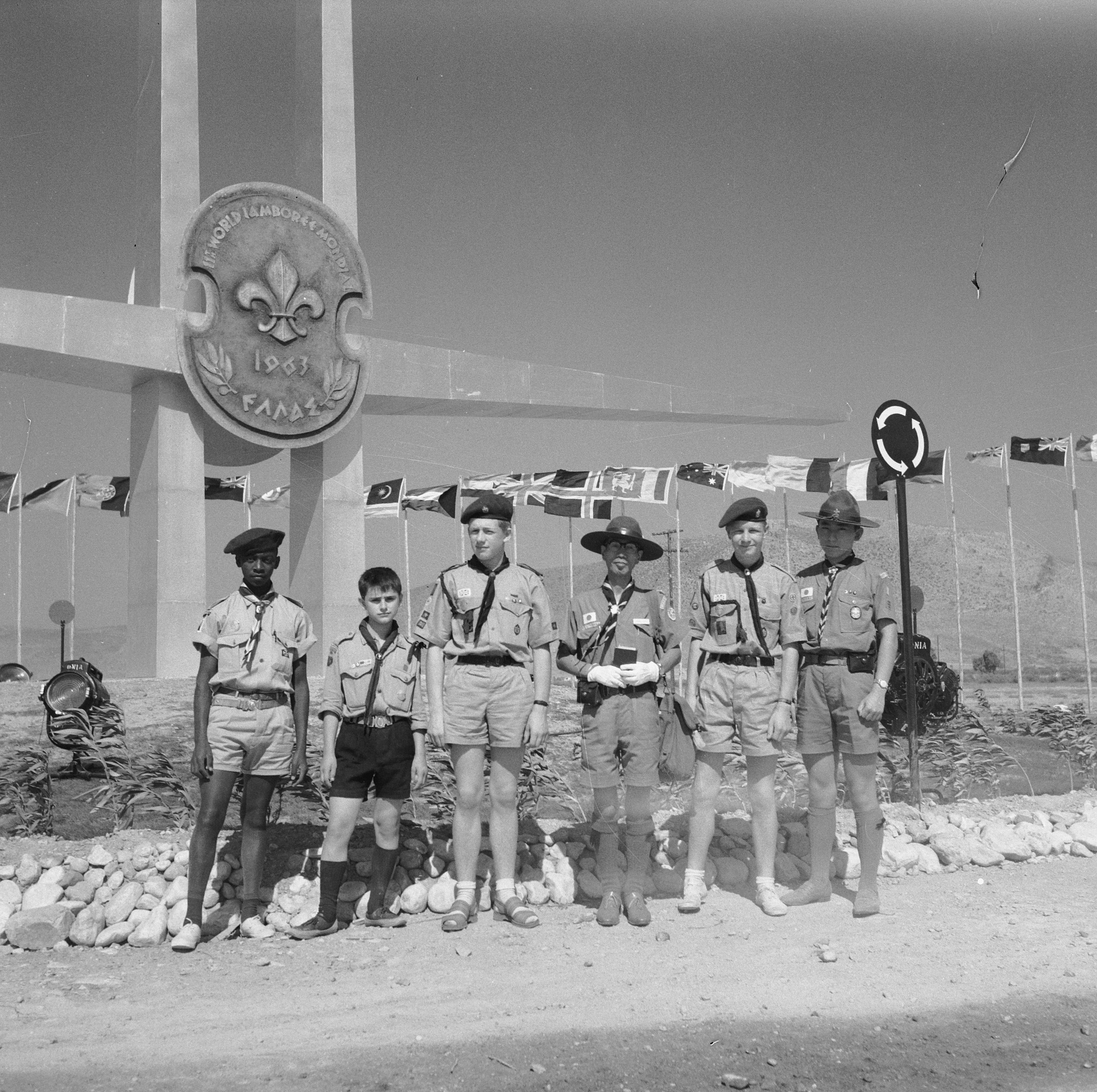
Entrée du camp avec l’emblème du 11e jamboree mondial.

Le jamboree mondial de 1963, est le onzième jamboree scout.
Il se tient à Skinias près de Marathon, en Grèce, et rassemble près de 14 000 scouts venus de 89 pays, ainsi que 300 journalistes étrangers.
Le Jamboree a pour devise "plus haut, plus grand" et son emblème combine le bouclier (symbole de la force des idéaux scouts) et la branche d'olivier (symbole de paix).

## Ouverture
La cérémonie d'ouverture du jamboree fut présidée par le diadoque (prince héritier) Constantin accompagné par sa fiancée la princesse Anne-Marie de Danemark. 
Un autre membre des familles régnantes, Emmanuel de Liechtenstein (en), était lui-aussi présent au jamboree.

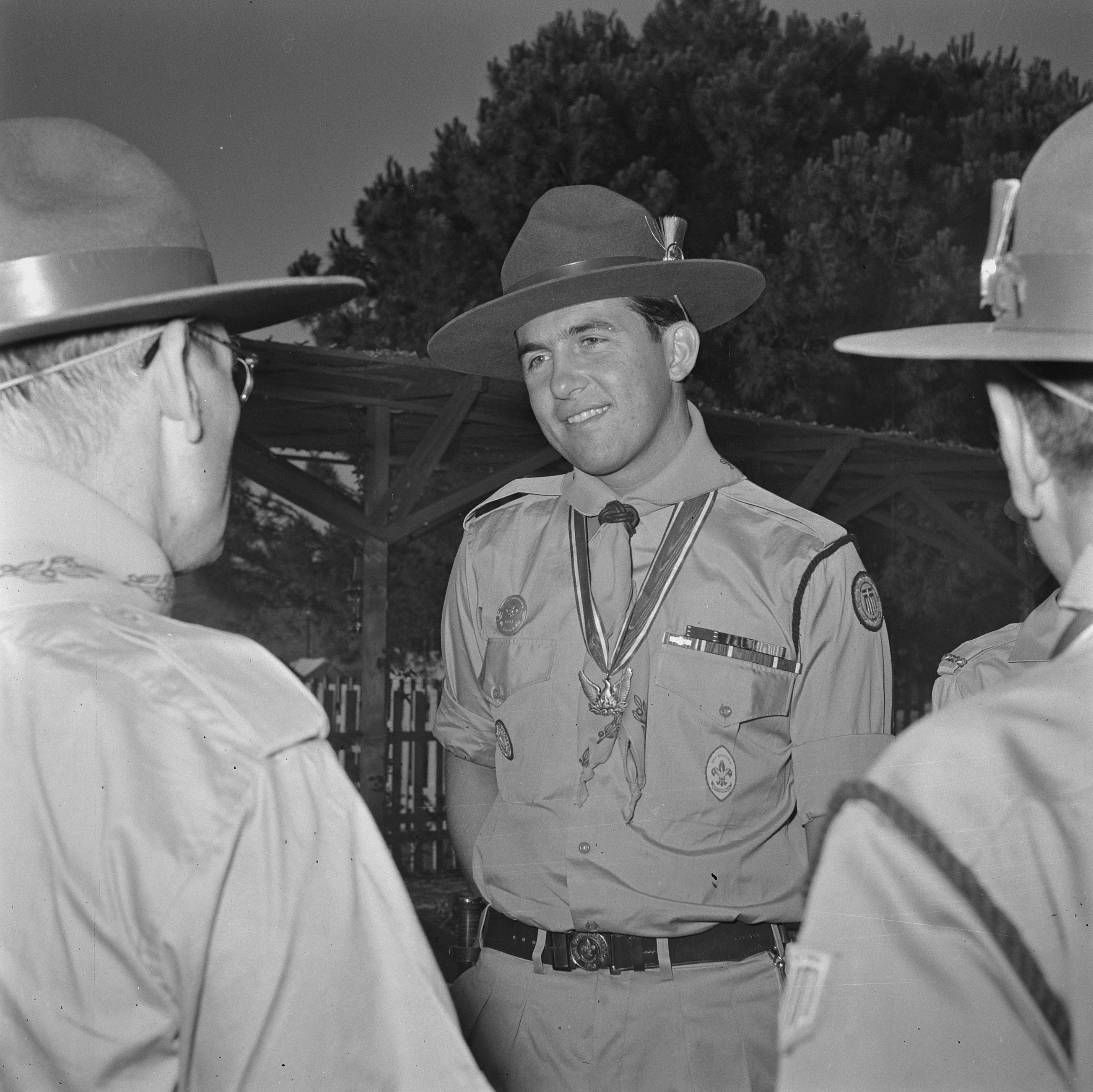
Le diadoque
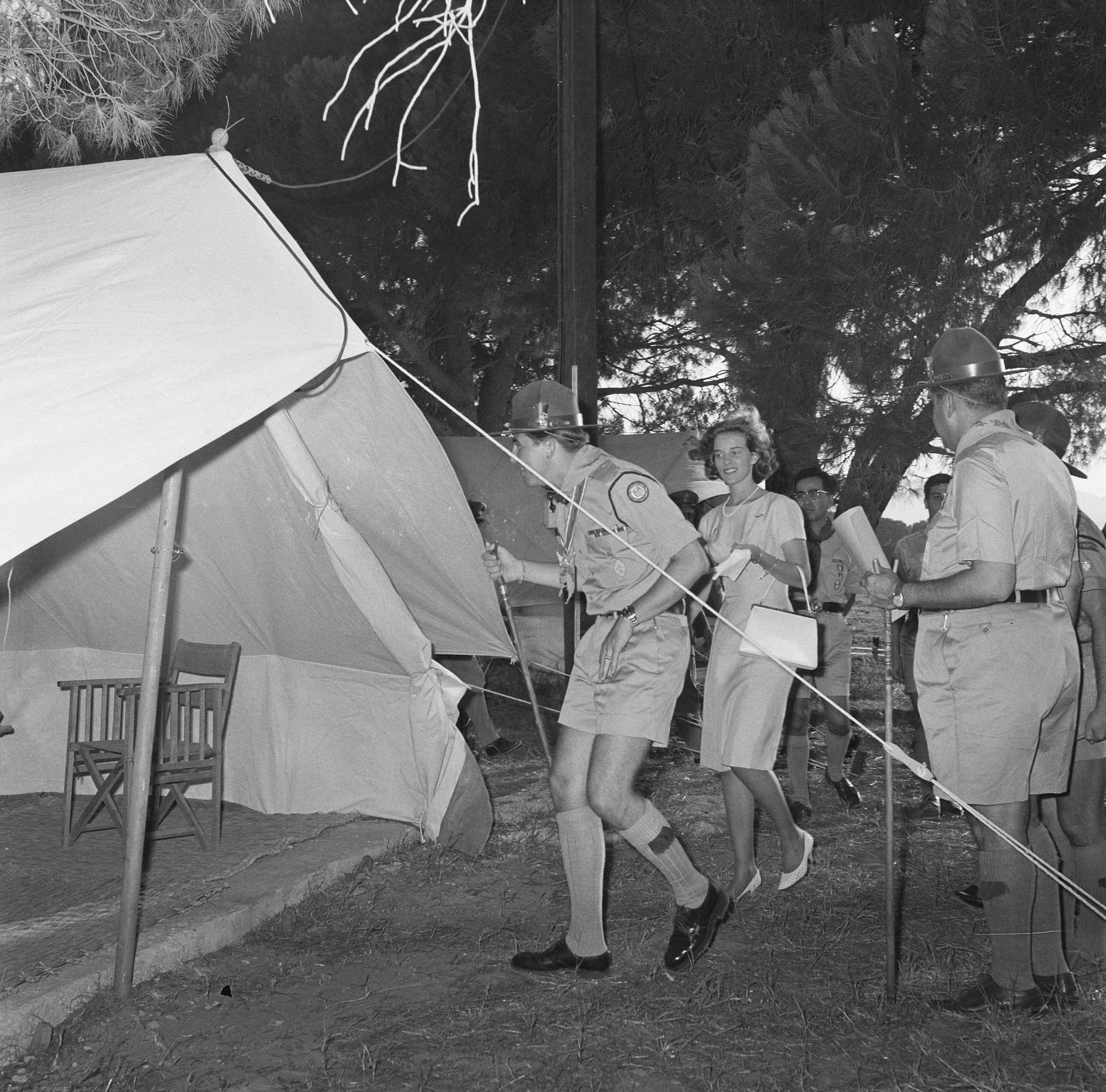
Le diadoque suivi par la princesse Anne-Marie
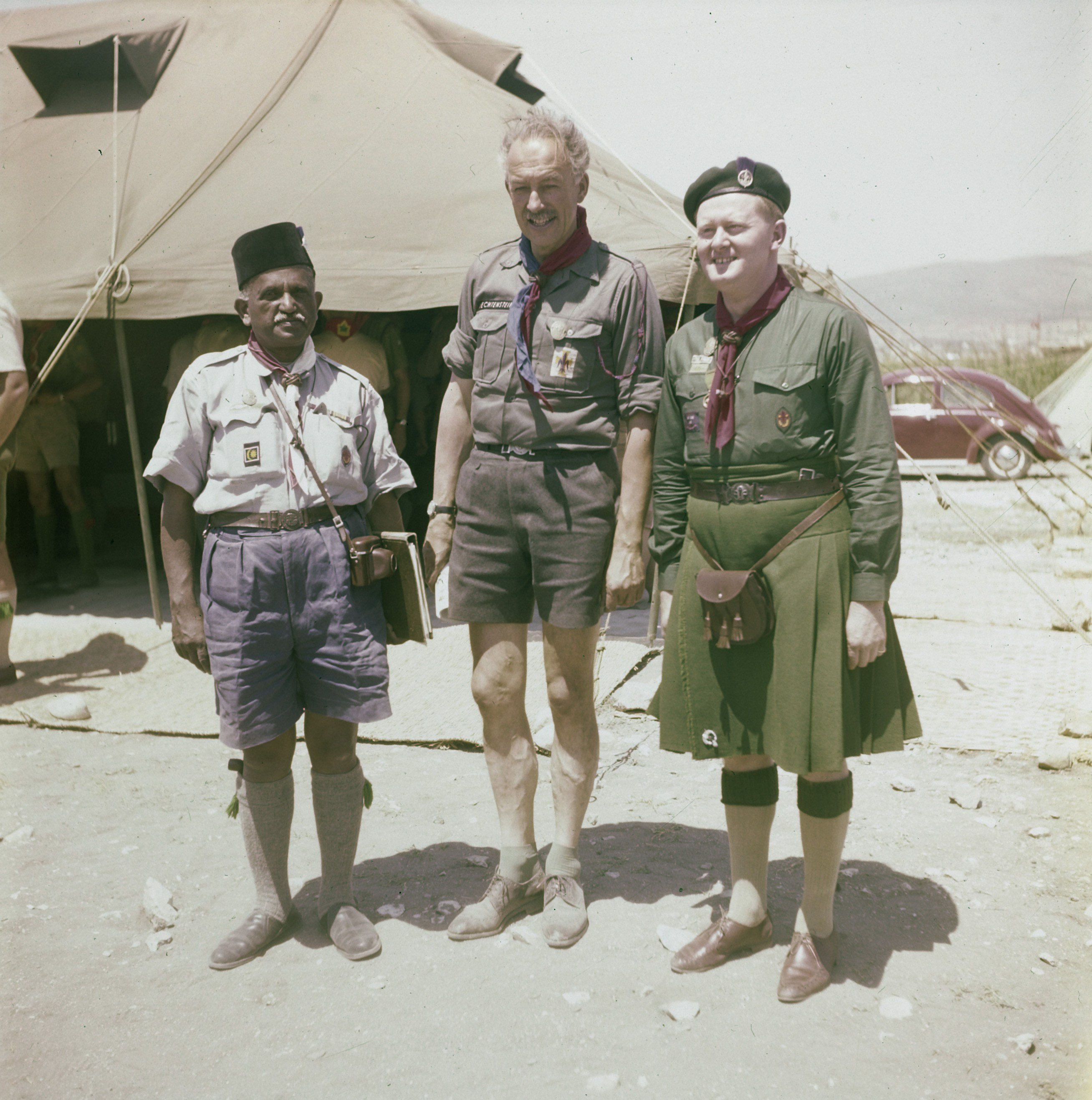
Le prince Emmanuel (au centre de la photo)

## L'organisation du camp
Le site et l'histoire de la Grèce sont propices aux activités sportives et au thème antique. Ainsi, de nombreuses activités sportives se succèdent. Le premier jour, symboliquement, 87 campeurs courent de Marathon à Athènes pour porter un message au maire de la ville, Ángelos Tsoukalás, qui le lit à ses citoyens et au monde. 
Les scouts ont ensuite l'occasion de pratiquer divers sports tels que la natation - dans la mer toute proche - ou du basket. Les scouts marins organisent une régate.

### La découverte de la Grèce
Un village grec permet de découvrir la gastronomie, la culture et les coutumes locales. Les scouts peuvent cuisiner à l'huile d'olive. La part du "dixième homme" est ajoutée aux rations pour favoriser l'hospitalité. 
Réciproquement, les scouts présentent au stade du Panathinaïkos (construit pour les Jeux olympiques de 1896), une "exposition mondiale" devant près de 85 000 visiteurs. Les journaux athéniens déclarèrent même le jour suivant que ce fut le meilleur spectacle présenté en Grèce depuis des années et certainement une des soirées historiques du mythique stade.
Lors de la cérémonie de clôture, Olave Baden Powell adresse un message aux scouts du monde : 
« Je veux inventer un nouveau mot pour que vous vous souveniez ; ce mot est welgo. Suis maintenant ton chemin, prends avec toi la lumière du Scoutisme tout comme une Flamme Olympique, travaille bien et joue bien, et transmets l'esprit du scoutisme aussi loin que tu le peux. Nous avons confiance en vous, Scouts du Monde, pour aider à instaurer le règne de la paix et la volonté de Dieu à travers le monde. Welgo à vous tous ! »
Après que le chef scout mondial a proposé aux scouts présents de renouveler leurs promesses, symboliquement, la torche est passée à trois scouts américains, pays où se tiendra le prochain jamboree.

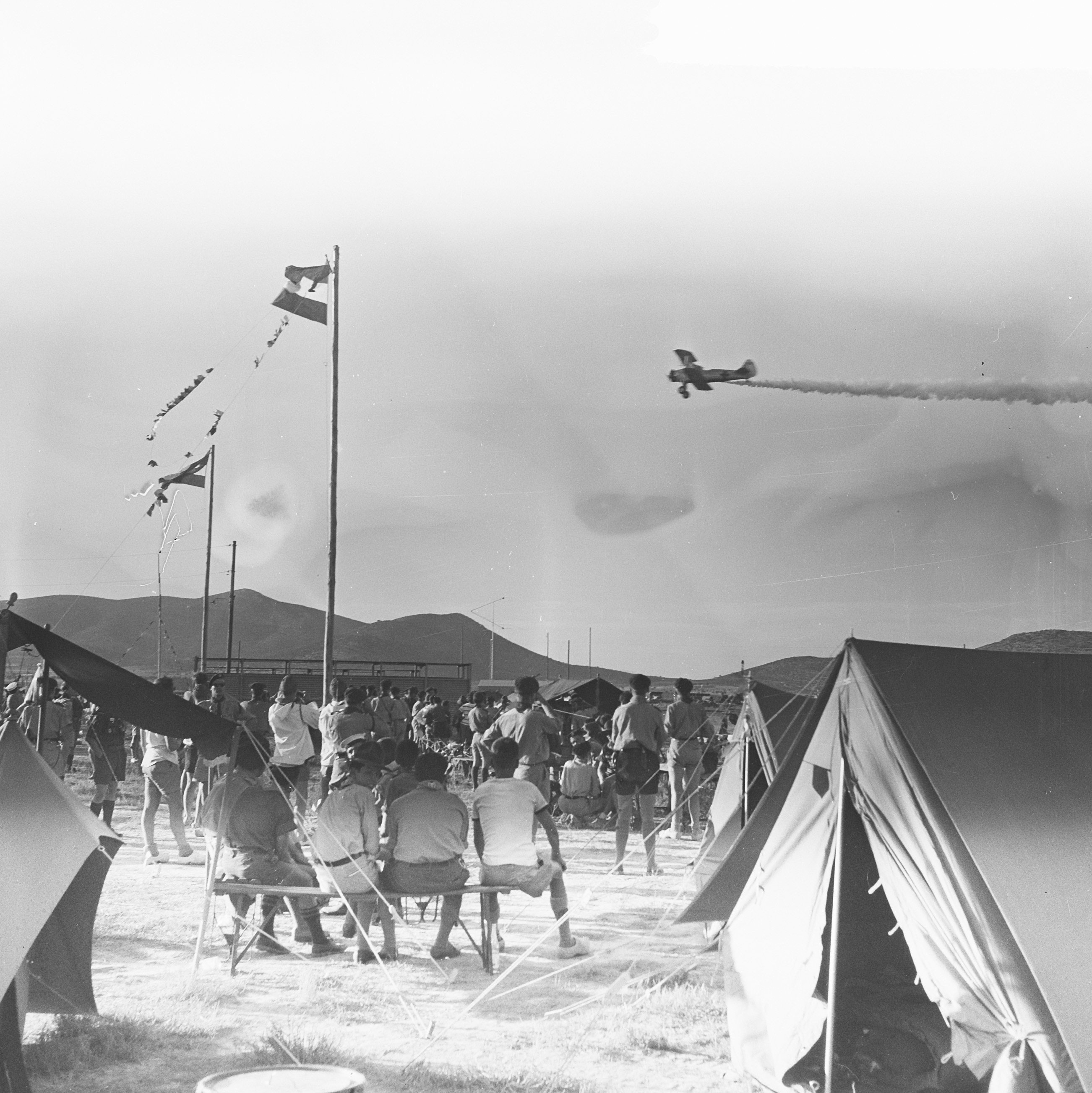
Épandage de DDT.

 Conformément aux pratiques de l’époque, on procéda à de l’épandage de DDT (dichlorodiphényltrichloroéthane) par avion sur les installations du jamboree.
Ce jamboree est tragiquement endeuillé par la disparition du contingent philippin dans une catastrophe aérienne.